# Loge De Zwijger (G.O.B.)
Loge De Zwijger is een vrijmetselaarsloge in Gent die deel uitmaakt van het Grootoosten van België. De naam  verwijst naar Willem de Zwijger, geuzenvechter tegen de Inquisitie, en ook naar de plicht van elke vrijmetselaar.

## Geschiedenis
De loge is gesticht in 1935 als eerste Nederlandstalige loge in Gent. De zittingen hebben plaats in de Sint-Jacobsbuurt, Tussen 't Pas 9 te Gent. In 1975 schreef de loge over zichzelf dat ze een loge was "met hoofdaccenten in de milieus van de Rijksuniversiteit, van het lager en middelbaar onderwijs en van de Gentse kunstacademie".
Naast deze loge zijn nog drie andere loges van het Grootoosten van België actief in Gent die allen in dezelfde werkplaats samenkomen:
- Acacia (Nederlandstalig)
- Bevrijding (Nederlandstalig)
- Les Vrais Amis (Franstalig)

Ook de Grootloge van België (G.L.B.) heeft een gelijknamige loge in Gent, die ontstond uit een scheuring binnen de oorspronkelijke loge die in 1935 gesticht was.
Op 14 maart 2009 organiseerden De Zwijger Gent onder het Grootoosten van België en De Zwijger Gent onder de Grootloge van België een gezamenlijk symposium onder de noemer SamenLeven in Europa - Eenheid in verscheidenheid. Opmerkelijk was de deelname van Mgr. Luc Van Looy, bisschop van Gent.  Naast hem namen ook Jean Paul Van Bendegem (D.H., hoogleraar aan de VUB), Monica De Coninck (D.H., voorzitster van het OCMW Antwerpen tot 2012, nadien federaal minister van werk), Paul Scheffer (publicist en bijzonder hoogleraar aan de Universiteit Amsterdam) en professor Tariq Ramadan (hoogleraar aan de Universiteit van Oxford) deel.